# Colpo di Stato in Prussia

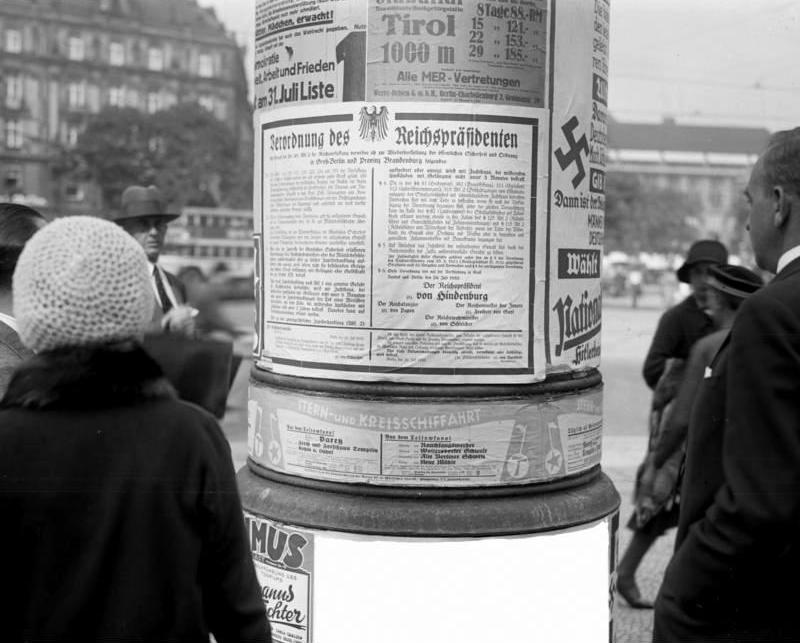
Il decreto di emergenza promulgato da Hindenburg

Il colpo di Stato in Prussia (in tedesco: Preußenschlag) fu uno dei maggiori passi verso la distruzione della Repubblica di Weimar e la conseguente presa del potere di Adolf Hitler.

## Storia
Il cancelliere Franz von Papen e i suoi sostenitori, principalmente nazionalisti di destra e monarchici, disprezzavano il sistema democratico della Repubblica di Weimar e miravano pertanto a sostituirlo con un regime autoritario. Papen non possedeva la maggioranza nel Reichstag e pertanto il suo unico mezzo per governare erano i poteri di emergenza presidenziali e i decreti promulgati dall'anziano Hindenburg, su cui Papen aveva grande influenza.
Una delle ultime forze di opposizione contro Papen era il governo della Prussia, sostenuto dalla coalizione di Weimar formata da Partito Socialdemocratico (SPD), Partito di Centro (DZP) e Partito dello Stato (DStP). L'esecutivo prussiano era guidato dal ministro presidente (capo del governo) socialdemocratico Otto Braun. La carica di ministro dell'interno, che permetteva di controllare le efficienti forze di polizia dell'intera Prussia e di Berlino, capitale del Land e del Reich, era anch'essa ricoperta da un socialdemocratico, Carl Severing.
I termini del conflitto politico per il controllo della Prussia sono così riassunti da Delio Cantimori:
A seguito delle elezioni statali dell'aprile 1932, il governo prussiano perse la sua maggioranza nel Landtag (l'assemblea legislativa dello Stato). Il 20 luglio 1932 il Reichspräsident (presidente del Reich) Paul von Hindenburg promulgò un decreto di emergenza che sciolse il governo della Prussia, il maggiore Land tedesco. Il pretesto per questa misura di emergenza fu offerto dai violenti scontri in alcune aree della Prussia, che lo stato stesso non era in grado di placare. La principale causa delle rivolte fu uno scontro tra i dimostranti delle SA e i comunisti di Altona, avvenuto il 17 luglio 1932, episodio conosciuto come "domenica di sangue di Altona" e costato la vita a 18 persone. Il decreto di emergenza del 20 luglio dichiarò von Papen Reichskommissar (commissario del Reich) per la Prussia, il che gli forniva pieno potere su tutte le istituzioni prussiane.
Il colpo di Stato fu in seguito dichiarato incostituzionale dalla Corte costituzionale tedesca (Staatsgerichtshof), ma il trasferimento di poteri verso Franz von Papen era già stato completato, pertanto la decisione della corte non ebbe effetti. La Prussia rimase sotto il diretto controllo del Reich fino a che non fu sciolta dagli Alleati dopo la seconda guerra mondiale.